# Wolfgang Hotz
Wolfgang Hotz (* 25. September 1950 in Görschnitz, heute Elsterberg) ist ein ehemaliger deutscher Politiker (SED, PDS), welcher 1990 der letzten Volkskammer der DDR angehörte.

## Leben und Beruf
Hotz besuchte die Grundschule in Röppisch, die Oberschule in Ebersdorf und die Erweiterte Oberschule in Lobenstein, die er mit dem Abitur abschloss. Nach einer Lehre zum Landmaschinen- und Traktorenschlosser studierte er an der TU Dresden, 1976 legte er seinen Abschluss als Diplom-Ingenieurpädagoge ab und war bis 1979 an der TU Dresden tätig. Danach wechselte er zum VEB Mikromat in Dresden und war stellvertretender Direktor der Betriebsberufsschule.
Nach der Wiedervereinigung wurde er Inhaber einer Miet- und Hausverwaltung in Dresden.
Zum Zeitpunkt seiner Wahl in die Volkskammer war Hotz geschieden, aus der Ehe ging ein Kind hervor.

## Politik
Hotz gehörte der SED an. seit 1982 war er als Parteisekretär im VEB Mikromat tätig. Anfang 1990, als die SED in der PDS aufging, war er Vorsitzender des Stadtvorstands der Partei in Dresden. Auf dem ersten Parteitag der PDS im Februar 1990 wurde er in den Parteivorstand gewählt. Wenig später wurde er hauptamtlicher Bezirksvorsitzender der PDS in Dresden.
Bei der Volkskammerwahl 1990 kandidierte Hotz auf Platz 5 der PDS-Liste im Wahlkreis Dresden, über den er in die Volkskammer gewählt wurde. Dieser gehörte er bis zu deren Auflösung zum 2. Oktober 1990 an.